# Brecht (Belgio)
Brecht è un comune belga di 26 730 abitanti nelle Fiandre (Provincia di Anversa).

## Suddivisioni
Il comune è costituito dai seguenti distretti:
- Brecht
- Sint-Job-in-'t-Goor
- Sint-Lenaarts